# Matermittente
 (18 février 2021).
Une matermittente est, en France, une artiste ou une technicienne salariée exerçant son activité en emploi discontinu, souvent intermittente du spectacle, privée d'une partie ou de la totalité de ses droits sociaux au cours et à la suite de son congé de maternité.
Un collectif de défense des droits des professions à caractère discontinu lors de congés de maternité ou d'arrêts maladie, baptisé « Le Collectif Les Matermittentes » (LCLM), a été créé en 2009 par et pour ces futures ou nouvelles mères.

Zéro alcool pendant la grossesse.
Logo adapté par Le Collectif Les Matermittentes : L'intermittence nuit gravement au congé maternité.
Zéro travail et zéro droits sociaux pendant et après le congé de maternité pour les intermittentes du spectacle.

## Étymologie
Le néologisme « matermittente » est un mot-valise composé de la contraction des termes mater (latin pour mère et apocope de maternité, état, qualité de mère) et intermittente (salariée du secteur culturel en emploi discontinu), imaginé lors de la création en 2009 du collectif de défense du même nom par ces femmes qui voyaient l'ouverture de leurs droits aux indemnités journalières de congé de maternité refusée par la Caisse primaire d'assurance maladie et le taux de leurs allocations de chômage réduits ensuite par Pôle emploi de ce fait.

## Emploi discontinu
Le contrat à durée déterminée d'usage (CDDU) défini par l'article L.1242-2 3° du code du travail permet aux employeurs du secteur du spectacle vivant et de l'audiovisuel notamment d'embaucher des salariés sans contrainte de durée ou de délais entre deux contrats. Les artistes et les techniciens alternant des périodes plus ou moins longues en CDDU pour un ou plusieurs employeurs et des périodes non travaillées (ou plutôt non rémunérées par un employeur : ces périodes sont en effet consacrées au nécessaire travail personnel d'entraînement et de recherche quotidien) bénéficient des allocations de chômage prévues par les annexes VIII (pour les techniciens) et X (pour les artistes) de la Convention Unédic.
La présomption de salariat posée par l'article L.7121-3 du code du travail permet, en principe et en droit, aux salariés de ces secteurs exerçant leur activité sous cette forme d'emploi d'être protégés contre les risques sociaux que sont la maladie, l'accident du travail, la maladie professionnelle, l'avancée en âge et la parentalité.

## Congé de maternité
« La Nation assure à l'individu et à la famille les conditions nécessaires à leur développement. 
Elle garantit à tous, notamment à l'enfant, à la mère et aux vieux travailleurs, la protection de la santé, la sécurité matérielle, le repos et les loisirs. Tout être humain qui, en raison de son âge, de son état physique ou mental, de la situation économique, se trouve dans l'incapacité de travailler a le droit d'obtenir de la collectivité des moyens convenables d'existence. »

— Articles 10 et 11 du préambule de la Constitution du 27 octobre 1946
La protection de la santé de la mère et de l'enfant est inscrite dans le Préambule de la Constitution du 27 octobre 1946. La garantie de ce principe révèle la façon dont la société organise la condition maternelle.

## Précarité d'accès aux droits
Des femmes qui, comme les intermittentes du spectacle, exercent leur activité en emploi discontinu, sont privées d'une partie ou de la totalité de leurs droits sociaux au cours et à la suite de leur congé de maternité. Cette situation résulte de l'inadaptation des règles de la Sécurité sociale aux formes d'emploi de ces salariées et à la complexité voire à la contradiction des règles de la Caisse primaire d'assurance maladie, de Pôle emploi et de la Caisse d'allocations familiales, rendant aléatoires et souvent erronées les décisions de ces organismes. Elle est la cause du caractère insoutenable à la fois de cette situation d'emploi discontinu à long terme pour les femmes et de la parentalité dans les secteurs artistiques.

Saisi par Le Collectif Les Matermittentes (LCLM), le Défenseur des droits, prenant le relais de la Haute Autorité de lutte contre les discriminations et pour l'égalité (HALDE), a, dans une décision du 13 mars 2012, ainsi conclu : 

« La situation dans laquelle sont placées les intermittentes du spectacle durant et à l'issue de leur congé de maternité constitue une discrimination fondée sur l'état de grossesse tant au regard du droit communautaire que du droit interne »

.

## Le Collectif Les Matermittentes
Le Collectif Les Matermittentes (LCLM), créé en 2009, rassemble des mères, souvent intermittentes du spectacle, qui se sont réunies, sous une forme associative, de manière spontanée et bénévole, pour dénoncer le traitement discriminatoire exercé par la Caisse primaire d'assurance maladie et par l'Unédic vis-à-vis des femmes exerçant un emploi discontinu, discrimination laissant de futures et nouvelles mères sans revenu lors d'un congé de maternité et en grande difficulté par la suite, et pour inciter les politiques à combler les vides juridiques persistant dans le régime de l'intermittence.

### Enquête
Le Collectif Les Matermittentes initie en 2009 une enquête à partir de la naissance d'enfants dont les mères exercent, souvent depuis de nombreuses années, leur activité sous le régime de l'intermittence dans le spectacle vivant ou l'audiovisuel (danseuses, comédiennes, musiciennes, circassiennes, réalisatrices, monteuses, chargées de production, etc.) et dont le travail ne leur a pas permis, malgré les cotisations sociales versées, d'ouvrir de droits aux indemnités journalières de la Sécurité sociale pendant la durée de leur congé de maternité, les laissant sans revenu aucun durant au minimum les huit semaines d'interdiction d'emploi pendant laquelle elles sont radiées de Pôle emploi, parfois durant la totalité du congé de maternité non indemnisé. Le recours à la solidarité familiale est l'alternative qui leur est suggérée par les services sociaux, les mères isolées se trouvant réduites à la mendicité auprès de ces mêmes services sociaux ou des organismes caritatifs. Cette période, non rémunérée et non indemnisée par quiconque malgré les cotisations sociales prélevées tout au long de la carrière, n'est en outre prise en compte ni pour le « recalcul » des droits aux allocations de chômage au retour du congé de maternité, ni pour le calcul des points de retraite en fin de carrière.
Selon les dispositions des articles R.313-3 et R.313-7 du code de la sécurité sociale, sur lesquels se fondaient les caisses primaires d'assurance maladie (CPAM) pour opposer des refus, le droit au congé maternité ne semblait effectivement à l'époque pas ouvert : il fallait en effet avoir réalisé un minimum de 200 heures de travail dans les trois mois précédant le début de la grossesse ou du congé de maternité. Or, durant cette période, le travail est impossible pour les artistes de la scène dont l'aspect physique ne permet plus l'employabilité et pour les techniciennes qui portent des charges lourdes, travaillent en hauteur ou manipulent des produits toxiques. S'ajoutait à cela, pour les professions à caractère discontinu, l'obligation d'avoir travaillé 800 heures ou d'avoir gagné l'équivalent d'un SMIC mensuel durant les douze derniers mois précédant le début de la grossesse ou du congé de maternité soit 700 heures de travail en 10 mois et demi quand le nombre d'heures sur lequel se base l'assurance chômage est de 507 heures, la moitié des intermittents étant rémunéré moins que le SMIC sur une année.
Ici se situe le premier paradoxe : les allocations d'assurance chômage (considérées pourtant comme un revenu par l'administration fiscale, imposées comme tel et soumises à la participation à la retraite complémentaire, à la contribution sociale généralisée (CSG) et à la contribution pour le remboursement de la dette sociale (CRDS)) ne sont pas prises en compte pour l'ouverture de droits au congé de maternité conditionnée par la Sécurité sociale au montant des cotisations prélevées sur les seuls salaires. Or, la faiblesse des salaires, le peu d'heures rémunérées par les employeurs, sont une des modalités de survie du secteur de la culture dépendant des financements publics : c'est l'activité personnelle, quotidienne, non déclarée, des intermittents qui génère du travail salarié. Ce que rémunère le régime d'indemnisation chômage, finançant en réalité la flexibilité, n'est pas de l'oisiveté mais « un travail invisible que les employeurs s'approprient gratuitement puisqu'ils ne paient que le produit fini selon une logique de prestation de service ». Les artistes et techniciens « bénéficiant » du régime de l'intermittence, « supportent » en réalité une économie culturelle fondée sur une dissimulation de leur travail personnel quotidien non rémunéré, non producteur de cotisations, conduisant la Sécurité sociale à opposer des refus d'ouverture des droits au congé de maternité.
Mais les difficultés ne s'arrêtent pas là, d'une antenne de la CPAM à une autre les dossiers sont traités inégalement avec des erreurs dans les dates, l'absence de prise en compte des congés spectacle, la différence de comptabilisation des cachets, la non application des règles de maintien des droits. L'explication se trouve dans la Convention d'objectifs et de gestion entre l'État et la Caisse nationale de l'assurance maladie pour la période 2010-2013 où le concept managérial d'efficience conduit les techniciens, démunis face à la complexité des dossiers et contraints à un rendement chiffré, à multiplier les erreurs. À charge pour les matermittentes de les faire rectifier par une intervention auprès du Médiateur de la CPAM ou par la saisine du Tribunal des affaires de sécurité sociale, avec parfois des délais d'audiencement de deux ans.
Vient ensuite le temps du retour au travail, au travail discontinu alternant des cachets avec des périodes de chômage. Un autre parcours du combattant commence alors avec Pôle emploi. La période de congé de maternité non indemnisé, par définition non travaillée, n'est en effet pas prise en compte pour le calcul des droits aux allocations de chômage et le taux journalier chute drastiquement du fait de cette période de vide. Selon les témoignages recueillis, deux à trois ans sont parfois nécessaires pour permettre aux matermittentes de retrouver leurs droits antérieurs.

### Actions

#### Les « recalculé(e)s » de Pôle emploi
Dès avant la création du Collectif Les Matermittentes (LCLM) à la suite des difficultés rencontrées avec les CPAM, la Coordination des Intermittents et Précaires d'Île-de-France (CIP-IDF) prend en charge l'affaire dite des « recalculé(e)s » qui constitue les prémices, du côté Pôle emploi, d'une zone de non droits pour les matermittentes mais aussi pour les intermittents du spectacle qui ont connu une période d'arrêt maladie pour une affection de longue durée[source secondaire souhaitée].
Lors de la création de Pôle emploi par la fusion de l'Agence nationale pour l'emploi (ANPE) et de l'Association pour l'emploi dans l'industrie et le commerce (ASSEDIC) en 2008, une erreur informatique a pour effet le versement, d'octobre 2008 à avril 2009[source secondaire souhaitée], à environ 500 intermittents du spectacle qui ont repris une activité et rouvert des droits aux allocation de chômage après un congé de maternité ou un arrêt de maladie en 2008 d'une aide au retour à l'emploi (ARE) sur la base d'un calcul erroné. Pendant tous ces mois, Pôle emploi confirme aux allocataires qui s'étonnent des montants versés que « Tout est normal » et que même, pour certains, « Nous vous devons 3 000 € de plus ! »[source secondaire souhaitée]. Lorsque l'« erreur » est décelée, six mois plus tard, l'Unédic recalcule les allocations des personnes concernées et procède à des ajustements à la baisse de l'ordre de 30 % et à des prélèvements de parfois la totalité des trop-perçus, qui peuvent s'élever jusqu'à plus de 3 000 euros, sur les indemnités mensuelles réduites pour certains à zéro, sans tenir compte de la quotité saisissable, sans échelonnement, sans notification, sans motivation, sans indication des voies de recours et avec d'importantes incidences sur le quotient familial (déterminant les aides de la Caisse d'allocations familiales (CAF), le prix des crèches, des cantines, etc) basé sur les sommes déclarées aux impôts en 2008, reprises en 2009 et faussé sans qu'il soit revu pour autant par les organismes concernés,.
À la suite des interventions et occupations d'agences Pôle emploi par les intermittents et la Coordination,,[source secondaire souhaitée], une exonération du remboursement des 650 premiers euros trop-perçus est concédée par la direction générale le 23 juillet 2009 et le médiateur national de Pôle emploi préconise le 17 septembre 2009 l'arrêt des prélèvements sans notification individuelle préalable et dûment motivée et la possibilité pour toutes les personnes concernées de demander la remise gracieuse du solde de l'indu auprès de l'Instance paritaire régionale d'Île-de-France (quand 500 personnes sont concernées sur le territoire national)[source secondaire souhaitée]. Les témoignages qui remontent à la Coordination démontrent que ces exonérations et remises n'ont dans les faits toujours pas été accordés en novembre 2009[source secondaire souhaitée], les agents de Pôle emploi étant impuissants à régler ces situations et parfois lourdement sanctionnés lorsqu'ils tentent de les résoudre.

#### Le refus d'ouverture des droits au congé de maternité par la CPAM et son corollaire: la chute du taux des allocations de chômage
C'est sur le fond de ce contentieux pénalisant déjà largement les mères que surgit dans le même temps, côté CPAM cette fois, une nouvelle affaire de privation de leurs droits sur laquelle enquête Le Collectif Les Matermittentes (LCLM), en concertation avec la Coordination des Intermittents et Précaires d'Île-de-France (CIP-IDF) au départ puis de manière autonome après s'être constituées en association par la suite.
Après avoir découvert l'ampleur de l'opacité et de la négligence dans le traitement des dossiers par les CPAM et par Pôle Emploi, elles forment une requête collective auprès de la Haute Autorité de lutte contre les discriminations et pour l'égalité (HALDE) le 9 juin 2010. Une trentaine de dossiers de matermittentes qui ont vu l'ouverture de leurs droits au congé de maternité refusée par la CPAM et le taux de leur allocation de chômage revu à la baisse par Pôle emploi du fait de cette période non indemnisée par la Sécurité sociale sont déposés,.
Deux années sont nécessaires pour que le Défenseur des droits, Dominique Baudis, reconnaisse, le 13 mars 2012, que « la situation dans laquelle sont placées les intermittentes du spectacle durant et à l'issue de leur congé de maternité constitue une discrimination fondée sur l'état de grossesse tant au regard du droit communautaire que du droit interne ».
Le Défenseur des droits recommande à la Caisse nationale de l'assurance maladie des travailleurs salariés (CNAMTS) d'engager une réflexion permettant une meilleure prise en compte des spécificités des activités des intermittentes du spectacle pour l'ouverture des droits à l'indemnisation du congé de maternité telle qu'elle est prévue à l'article R. 313-7 du code de la sécurité sociale, et de rappeler aux CPAM qu'il doit être fait application des dispositions des articles L. 161-8 et L. 311-5, relatives au maintien de droit, du même code, lorsque ces salariées ne réunissent pas les conditions prévues à l'article R. 313-7. Ces recommandations donnent lieu à la publication d'une circulaire, publiée le 16 avril 2013, émanant du ministère des Affaires sociales et de la Santé, relative au « régime juridique applicable aux personnes exerçant une profession discontinue pour l'accès aux prestations en espèces servies au titre de la maladie et de la maternité ». La recommandation invitant l'organisme à engager une réflexion permettant une meilleure prise en compte des spécificités des activités des intermittentes du spectacle pour l'ouverture des droits à l'indemnisation du congé de maternité telle que prévue par l'article R. 313-7 du code de la sécurité sociale n'est pas suivie d'effet. Des refus d'indemnisation du congé de maternité continuent à être opposés à des intermittentes du spectacle et de nouvelles réclamations sont adressées au Défenseur des droits après la publication de la circulaire.
Il recommande également à l'Unédic d'assurer la prise en compte du congé de maternité, en toute hypothèse, lors de l'ouverture des droits à l'allocation d'aide au retour à l'emploi (ARE) et dans le calcul du salaire de référence à l'issue du congé maternité. S'agissant des conséquences du congé de maternité sur les droits postérieurs aux allocations chômage, par courrier en date du 20 juin 2012, l'Unédic indique avoir transmis la recommandation du Défenseur des droits aux partenaires sociaux, seuls compétents pour décider d'entreprendre une négociation et de modifier, le cas échéant, la règlementation de l'assurance chômage. La convention d'assurance chômage en date du 14 mai 2014, applicable à compter du 1er juillet 2014, n'a cependant pas modifié les règles de prise en compte du congé de maternité dans le cadre du calcul des droits aux allocations chômage.
La recommandation du Défenseur des droits concerne également le Ministre du travail, de l'emploi et de la santé, auquel il demande d'engager une réflexion en lien avec les partenaires sociaux afin d'assurer l'indemnisation du congé de maternité des intermittentes du spectacle et le maintien de leurs droits à l'allocation d'aide au retour à l'emploi à l'issue du congé de maternité. Le Défenseur des droits n'a pas été informé des suites qui lui ont été réservées.
Dans ce contexte, un courrier est adressé, le 30 juillet 2014, à Jean-Patrick Gille dans le cadre de sa mission de médiation dans le conflit des intermittents du spectacle, afin de l'alerter concernant cette situation. Les ministres concernés et l'Unédic sont à nouveau sollicités à la même date sans que ces nouvelles interventions soient davantage suivies d'effet.
Entre-temps, Le Collectif Les Matermittentes (LCLM) est convoqué au ministère du Travail (4 novembre 2010), auditionné par le groupe Communistes républicains et citoyens à l'Assemblée Nationale (1er février 2011), reçu au ministère du travail (28 avril 2011), auditionné au Sénat par Claire-Lise Campion (17 mai 2011), et obtient la promesse, lors d'un rendez-vous au ministère du Travail (24 janvier 2012), de rédaction d'une nouvelle circulaire qui prenne en compte les demandes du Collectif LCLM.
En septembre 2011, une première matermittente obtient gain de cause au Tribunal des affaires de sécurité sociale (TASS), jugement suivi par d'autres décisions dans le même sens durant les années qui suivent.
Le 21 février 2013, les Matermittentes sont à nouveau auditionnées à l'Assemblée Nationale. En août 2014, Jacques Toubon prend ses fonctions de Défenseur des Droits et déclare que le dossier des Matermittentes est un dossier prioritaire. En novembre 2014, le Collectif LCLM forme un recours au Conseil d'État contre la nouvelle convention Unédic aux côtés de la Coordination des Intermittents et Précaires, de l'association Recours Radiation et du syndicat Sud Culture. Le 18 décembre 2014, Les Matermittentes participent à l'atelier « Accès à la protection sociale», dans le cadre de la mission de concertation Intermittence, présidée par Jean-Denis Combrexelle, Jean-Patrick Gille et Hortense Archambault, qui aboutit avec le décret Unédic de 2016 à une meilleure prise en compte du congé de maternité et des affections de longue durée dans le calcul de l'allocation de chômage des intermittents. En mai 2016, le Collectif Les Matermittentes adresse une nouvelle saisine au Défenseur des Droits sur les questions non encore résolues par la réglementation. De 2014 à 2017, le Collectif, consulté par le ministère du travail lors de la rédaction de la nouvelle circulaire ministérielle concernant les congés maternité et maladie des professions discontinues, procède à des relectures.
Le 19 avril 2017, la nouvelle circulaire de la Sécurité sociale, qui abaisse notamment les seuils de conditions d'accès au congé maternité et maladie et reprécise les conditions spécifiques concernant pour les professions discontinues est publiée.
Le 15 mars 2018, le Collectif Les Matermittentes est à nouveau auditionné à l'Assemblée nationale par la députée Marie-Pierre Rixain, dans le cadre de la mission de la délégation pour le droit des femmes pour l'harmonisation du congé maternité, audition suivie d'une table ronde et d'un rapport rédigé par Marie-Pierre Rixain. Le 6 août 2018, le Défenseur des droits communique sa réponse sur la deuxième saisine. Le 22 octobre 2019, une nouvelle procédure est gagnée à Lille contre la CPAM qui voulait imposer un plafonnement journalier non réglementaire sur les salaires retenus pour calculer l'indemnité de congé maternité.
En février 2020, grâce aux différentes saisines auprès des délégués au Défenseur des Droits, une consigne non réglementaire interne aux CPAM, ayant pour effet une baisse drastique du montant de l'indemnité journalière maternité/maladie pour les salariées à emploi discontinu est annulée.

## En 2020
En 2020, malgré les avancées incontestables sur les règles d'ouverture des droits au congé de maternité par les CPAM, nécessitant désormais non plus 800 heures mais 600 heures, plus proche des 507 heures exigées par Pôle emploi, obtenues grâce à l'action soutenue du Collectif Les Matermittentes, des règles de calcul s'appuyant sur des textes non communiqués sont encore opposées de manière aléatoire par certaines CPAM, réduisant a minima les indemnités journalières des matermittentes par l'« oubli » de la déduction du diviseur des jours indemnisés par Pôle emploi,.
Ces femmes qui, malgré leur appréhension de difficultés insurmontables, ont finalement décidé de devenir mères, se retrouvent encore parfois en 2020 confrontées à la situation, aggravée par la crise sanitaire, de devoir, pour être en mesure d'accueillir leur enfant, si ce n'est sereinement, tout au moins dignement, recourir à la solidarité familiale ou mendier le secours des services sociaux pour pallier les carences de ces organismes. La CPAM, n'oppose plus de refus formel lorsque les droits sont effectivement ouverts mais demande, sans nécessité, mois après mois, de nouveaux justificatifs lorsque les précédents sont fournis, retardant ainsi d'autant le traitement du dossier et, partant, le règlement des prestations sociales, calculées a minima lorsqu'elles le sont enfin après recours au médiateur. Ses agents, en nombre restreint et monopolisés par la crise sanitaire, ne sont en effet pas en mesure, sous la pression de leur hiérarchie imposant la « culture du chiffre », de traiter ces « dossiers difficiles »,.